# Karin Viard
Karin Viard (Ruan, 24 de enero de 1966) es una actriz francesa, conocida por interpretar destacados papeles en películas como Delicatessen, La separación o La familia Bélier. Su aparición en pantalla se ha producido principalmente en el cine, pero ha participado también en numerosas obras de teatro, cortometrajes, series y películas para televisión.
En su carrera ha obtenido un total de diez nominaciones en los Premios César, que ha ganado dos veces. También dos veces ha sido galardonada en los Premios Lumières y ha obtenido el premio Globos de Cristal.

## Biografía
Karin Viard es hija de un administrador de la plataforma petrolera y pasó sus primeros años en Orán, Argelia, donde trabajaba su padre. Ella tenía cuatro años cuando sus padres se divorciaron. Fue enviada con su hermana Nadège a Sainte-Marguerite-sur-Duclair, cerca de Rouen, a la casa de sus abuelos maternos, decoradores de tapices ya retirados. Los abuelos criaron a las dos niñas, quienes ven a su madre mayormente para las vacaciones.
En París, Karin Viard tomó clases de teatro y comenzó su carrera como actriz en cortometrajes y teatro con papeles cómicos. Le costaba, sin embargo, encontró suficientes papeles para ganarse la vida y tenía que hacer una variedad de trabajos extraños durante siete años.